# Aszt
Aszt (tadż. Ашт) – osiedle typu miejskiego w Tadżykistanie, w wilajecie sogdyjskim. Według danych szacunkowych na rok 2007 liczy 11 985 mieszkańców.